# Plastna piramida
Plastna piramida (arabsko الهرم المدور‎, el haram el midawwar, slovensko Piramida kup drobirja) je porušena stopničasta piramida iz obdobja Tretje egipčanske dinastije (2686 pr. n. št.-2613 pr. n. št.) v nekropoli Zawyet El Aryan, Egipt. Njeno lastništvo ni zanesljivo, vendar bi jo lahko pripisalo faraonu Kabi. Arhitektura piramide je zelo podobna arhitekturi Pokopane piramide faraona Sekemketa, zato se jo datira v Tretjo dinastijo.
Piramido sta na začetku 20. stoletja odkopali dve različni skupini arheologov, ki sta zelo različno ocenili njeno velikost in število podzemnih prostorov. V njej niso našli nobenih artefaktov in sledov pokopa, zato še vedno ni jasno, ali je piramida služila svojemu namenu ali je bila njena gradnja prekinjena zaradi prezgodnje smrti vladarja. 
Piramido je prvotno obdajala nekropola z velikimi mastabami visokih državnih uradnikov iz obdobja Tretje dinastije. Na vzhodni strani piramide je stal pogrebni tempelj. Več sto metrov od nje je morda stal tudi dolinski tempelj. Piramida je zdaj na prepovedanem vojaškem območju, kar preprečuje nadaljnje raziskave.

## Zgodovina raziskav
Piramido in njeno okolico je prvi raziskoval britanski inženir in egiptolog  John Shae Perring leta 1839. Leta 1848 jo je Karl Richard Lepsius vpisal na svoj seznam piramid pod št.  XIV. Leta 1886 je Gaston Maspero neuspešno  iskal vhod v piramido, katerega je leta 1896 odkril Jacques de Morgan. Kasnejše raziskave so se ustavile po odkopu nekaj stopnic, ki vodijo v notranjost piramide.
Raziskave je nadaljeval Alessandro Barsanti leta 1903. Odkril je vertikalen vstopni jašek, ki vodi v pogrebno komoro, in več, očitno nedokončanih, prehodov in komor. V nobenem prostoru ni odkril nobenega artefakta in zato sklepal, da ni piramida nikoli služila svojemu namenu.
Kmalu za njim sta leta 1910-1911 najdišče raziskovala  George Reisner in Clarence S. Fisher. Odkopala sta severno in vzhodno stran piramide in pokopališče okoli nje. Osnovnici piramide in število podzemnih galerij so Barsanti, Reisner in Fisher ocenili zelo različno. Na žalost je piramida zdaj v prepovedanem vojaškem območju, zato nadaljnje raziskave niso mogoče. Piramido je ponovno zasul puščavski pesek, zato tudi ocenjevanje njenih zunanjih dimenzij ni mogoče.

## Opis

### Lokacija
Piramida stoji v bližini nekropole Zawyet El Aryan, približno 8 km jugozahodno od Gize in 7 km severno od Sakare. Glavna zgradba stoji na skalnem grebenu malo nad okolico.

### Piramida
Osnovna ploskev piramide je kvadrat s stranico okoli 84 m in je malo manjša od Džoserjeve in Sekemketove piramide. Egiptolog Jean-Philippe Lauer je ocenil, da bi morala imeti pet stopnic. Višino je ocenil na 42-45 m. Njena sedanja višina je 17 m in omogoča vpogled v njeno jedro, zgrajeno iz nekakovostnega lokalnega apnenca. Jedro je obzidano z 2,6 m debelim slojem enako nekakovostnega apnenca in 14 sloji zidakov iz blata, povezanih z glinasto malto. Piramida je bila precej strma, saj je njen naklon meril 68°. 
Ali je bila piramida dokončana ali ne, je še vedno predmet razprav. Nekateri egiptologi domnevajo, da zaradi prezgodnje faraonove smrti ni bila dokončana.
Okoli piramide so odkrili zidake iz blata, ki niso spadali k piramidi. Zanje se domneva, da so bili del gradbene klančine.

### Podzemni prostori
Razpored podzemnih prostorov je izredno podoben razporedu v Sekemketovi Pokopani piramidi, zato je Marko Lehner sklepal, da sta bili zgrajeni kmalu ena za drugo.
Vhod piramido je na njeni vzhodni strani, da bi bil dostop v podzemne prostore lažji, severno od nje pa dovolj prostora za pokopališki tempelj. Vstopno stopnišče je strmo, hodniki  in prehodi pa tako ozki, da bi skoznje težko prenesli sarkofag. Na galeriji je 32 prostorov, razporejenih v obliki glavnika, namenjenih skladiščenju grobnih pridatkov. Vsi prostori so bili ob odkritju  očiščeni in prazni, kot da so jih delavci ravnokar zapustili.
Faraonova pogrebna soba meri 3,63 x 2,65 m. Visoka je okoli 3 m. V njej ni nobenih sledov sarkofaga, kar tudi kaže na faraonovo nenadno smrt.

### Pokopališki kompleks
Na pokopališkem kompleksu ni nobenih sledov sicer običajnega obzidja. To bi lahko pomenilo, da ga sploh ni bilo ali da so ga sčasoma izropali in uporabili za druge gradnje. Vzhodno od piramide so ostanki blatnih zidakov, ki bi lahko bili del pokopališkega templja. Sledov templja je premalo, da bi lahko trdili, da je obstajal. Enako velja za ostanke zgradbe nekaj sto metrov od piramide, ki bi lahko bila dolinski tempelj, značilen za vse piramidne komplekse.

### Nekropola
Plastna piramida je obdana s petimi pokopališči iz Prve, Druge, pozne Tretje in Osemnajste dinastije in rimskega obdobja.